# Lepturges insignis
Lepturges insignis es una especie de escarabajo longicornio del género Lepturges, categorizada en la tribu Acanthocinini, de la subfamilia Lamiinae. Fue descrita por Melzer en 1928.

## Descripción
Mide 5,75 mm de longitud.

## Distribución
Se distribuye por Bolivia y Brasil.